# 今治市立立花小学校
今治市立立花小学校（いまばりしりつ たちばなしょうがっこう）は、愛媛県今治市にある公立小学校。

## 周辺
今治市の南郊。
- 今治市立立花中学校
- 愛媛県立今治工業高等学校

## アクセス
- JR四国今治駅から南東へ1.9km。
  - 当校のすぐ東側をJR四国予讃線が走っているものの、付近に駅は無い。
- せとうちバス 六ヶ内バス停下車、北へ500m。

## 通学区域が隣接している学校
- 今治市立鳥生小学校
- 今治市立富田小学校
- 今治市立清水小学校
- 今治市立日高小学校
- 今治市立常盤小学校